# Éden Hotel (harmadik évad)
Az Éden Hotel a TV2 és a SuperTV2 valóságshowja. A műsor 2015. február 23-án vette kezdetét, melyet Berki Krisztián vezetett. A forgatásra ezúttal Costa Ricában került sor. A reality 10 kezdő játékossal indult, és hozzájuk érkeztek további versenyzők. Az évadból 2 változat készült: Egy, a pikáns jeleneteket kitakaró változat, ami a TV2-n került sugárzásra, és a kitakarás nélküli, szókimondó változat, mely a SuperTV2-n került műsorra. A szériának a kísérőműsora "Éden éjjel" címen futott, melynek műsorvezetői Hódi Pamela és Cinthya Dictator voltak. 
A játék döntője 2015. május 29-én került adásba, melyet végül Barbara és Loki nyert meg, fejenként 10 millió forinttal lettek gazdagabbak.

## A játékosok
| Név                               | Kor | Foglalkozás         |
| --------------------------------- | --- | ------------------- |
| Bence (Vági Bence)                | 23  | személyi edző       |
| Apolka (Nagy Apolka)              | 21  | főiskolás           |
| Dominik (Korom Krisztián Dominik) | 20  | életművész          |
| Nóri (Stumpf Nóra)                | 20  | kozmetikus          |
| Norbi (Kovács Norbert)            | 28  | ingatlanügynök      |
| Naomi (Beckl Naomi)               | 20  | gyógymasszőr        |
| Patrik (Krómer Patrik)            | 23  | labdarúgó           |
| Adrienn (Bencsik Adrienn)         | 24  | műkorcsolya-oktató  |
| Peti (Gyerjabin Péter)            | 29  | DJ, közgazdász      |
| Timi (Mák Tímea)                  | 27  | Hostess-koordinátor |

| Név                         | Kor | Foglalkozás              |
| --------------------------- | --- | ------------------------ |
| Marianna (Pintér Marianna)  | 27  | modell                   |
| Loki (Titz Dániel)          | 26  | raktáros                 |
| Milán (Prikidánovics Milán) | 24  | recepciós, személyi edző |
| Evelin (Bíró Evelin)        | 22  | pultos                   |
| Snjezana (Pecija Snjezana)  | 24  | revütáncos               |
| Gergő (Bundy Gergely)       | 19  | vízimentő                |
| Beus (Kerekes Beáta)        | 19  | modell                   |
| Barbi (Meiczinger Barbara)  | 24  | hostess                  |
| Ádám (Mandula Ádám)         | 25  | rapper                   |
| Melanie (Csiszér Melanie)   | 20  | Ádám menedzsere          |
| Gyula (Vágó Gyula)          | 29  | esküvői videós           |
| Barbara (Gere Barbara)      | 22  | aktmodell                |
| Tina (Tóth Valentina)       | 20  | fitness edző             |
| Gábor (Farkas Gábor)        | 22  | értékesítési menedzser   |
| Laura (Pető Laura)          | 22  | szépségkirálynő          |
| II. Patrik (Varjasi Patrik) | 22  | krupié                   |
| Orsi (Ádám Orsolya)         | 23  | animátor                 |
| Geri (Bartus Gergely)       | 22  | színész                  |

## A játék menete

### Kísértés
A Hotelbe időről-időre egy vagy akár több hódító/csábító is érkezhet. Ők is teljes jogú játékosok, így nekik is céljuk, hogy ne maradjanak pár nélkül. Küldetéssel is érkezhetnek az Éden Hotelbe, melynek célja valamely meglévő pár felbontása, vagy a kiesés elleni védettség megszerzése. 

### Védettség
Mind az újonnan érkező, mind a Hotelben lakók számára megadatik a lehetőség, hogy védettséget szerezzen. A párválasztó ceremónián az a személy aki védettséggel rendelkezik, bárkit választhat, biztosan játékban marad. Abban az esetben, hogyha a védett játékos olyan személyt választ, akit már más is választott, úgy a védett személy folytathatja a játékot, míg bárki aki addig a választott személy mögött állt, elhagyja az Éden Hotelt. A játékosok különböző feladatok, titkos küldetések vagy ajánlattételek során kaphatnak védettséget. 

### Ceremóniák

#### Párválasztó ceremónia
A párválasztás során valamelyik nemet mindig eggyel több ember képviseli. A ceremónia lényege, hogy senki nem maradhat pár nélkül. Amikor a lányok/fiúk választanak, akkor be kell állniuk az általuk kiválasztott fiú/lány mögé. Aki mögé több ember is áll, az dönti el, hogy az őt választó 2 ember közül kivel folytatja a játékot, és annak a nevét mondja ki. A másik játékos ezáltal kiesik a játékból. 

#### Bőrönd ceremónia
Az Éden Hotel harmadik évadában került először megrendezésre. Míg a csábító lehetőséget kap arra, hogy randizzon az ellenkező nemű versenyzőkkel, addig a csábítóval megegyező nemű játékosoknak össze kell pakolniuk a bőröndökbe. A csábító – miután visszatért a randiról – megnevezi azt a versenyzőt, akivel folytatja a játékot. A megnevezett játékos eddigi párja a szingliszobába költözik. 

#### Fekete rózsa ceremónia
Az Éden Hotel harmadik évadában került először megrendezésre. Az esemény két napos: Az első nap a héten érkezett új játékos megnevezi azt az azonos nemű játékost, akivel a legrosszabb a viszonya. A megnevezett személy a műsorvezetőtől kap két fekete rózsát. Másnap neki kell eldöntenie, hogy kivel szeretné folytatni a játékot: a választott versenyző eddigi párja megkapja a fekete rózsát, és távozik a hotelből. 

#### Fekete angyal ceremónia
Az Éden Hotel harmadik évadában került először megrendezésre. A héten érkezett csábítónak fekete angyalként lehetősége van arra, hogy egy vele azonos nemű játékost hazaküldjön. Ha több csábító van, akkor nekik kell eldönteniük, hogy ki lesz a fekete angyal. Miután az adott játékos kiesett a házigazdával megbeszélik hogy a volt párjának 2 hét védettséget ad vagy bármikor visszajöhet a játékba, és ugyanúgy folytatva, persze egy küldetéssel. A fekete angyalnak a következő napig kell viselnie a fekete angyalszárnyakat. 

#### Váza ceremónia
Az Éden Hotel harmadik évadában került először megrendezésre. A ceremónia két fordulós: az első fordulóban a játékosok egyenként kék golyót adnak annak a párnak, akit hazaküldenének. A legtöbb kék golyót szerzett páros a második fordulóban kerül szembe egymással. A második fordulóban a játékosok egyenként piros golyót adnak az előbb kiválasztott párosból annak a versenyzőnek, akit hazaküldenének. A legtöbb piros golyót kapott játékos távozik a játékból. 

#### Párbaj
Az Éden Hotel harmadik évadában került először megrendezésre. Az esemény két napos: Az első nap a Hotelben lévő játékosok az újonnan érkező versenyzők közül valakinek odaadják az aranyszalagot. A szalaggal megjelölt játékosnak éjjel meg kell jelölnie azt a játékostársát, akit párbajra küld úgy, hogy a szalagot a szobája ajtajára rakja. A második napon a kiválasztott megjelöli azt a játékost, akivel párbajozni szeretne. A párbajon a játékosok döntenek, melyik párbajozót támogatják. A kevesebb szimpatizánssal rendelkező játékos távozik a játékból. 

#### Pillangó ceremónia
Az Éden Hotel harmadik évadában került először megrendezésre. Az előző kiesett játékos kiválasztja vakon, hogy melyik nem döntsön a pillangó ceremónián. A ceremónián a kiválasztott nem minden tagjának oda kell adnia a pillangóját annak a játékosnak, akit a Hotelen kívül szeretnének látni. A legtöbb pillangóval rendelkező játékos kiesik a versenyből. 

#### Kalózjáték
Az Éden Hotel első évadában került először megrendezésre. A játék az első szériában megismert Bombajáték egy másik változata. Az esemény két napos: az előző kieső felírja a játék idejének hosszát. Az első nap a játékosok választanak két csapatkapitányt, akik játékosokat választanak maguk mellé a csapatukba, akik különböző szobákat foglalnak el bázis céljából. A játék menete: A játék fő elemét, egy kincsesládát nyitó kulcsot kell minden hangjelzés alkalmával eljuttatni egy másik helyiségbe, amíg az idő le nem jár. Az idő lejártakor, a bombarobbanáskor az a játékos, akinél a kulcs épp van, veszélybe kerül a párjával. A veszélybe került játékos csapatkapitánya azonban dönthet úgy, hogy más párt ejt ki helyettük. A második napon a csapatkapitány eldönti, hogy megmásítja a bomba döntését, és kiejt egy másik párt, vagy elfogadja azt. A kiesett pár a medencébe kerül a csapatkapitány segítségével. 

#### Gyertya ceremónia
Az Éden Hotel harmadik évadában került először megrendezésre. A ceremónián a játékosok előtt három gyertya ég, mely a játékbeli életüket szimbolizálja. Minden lakónak ki kell jelölnie az általa leggyengébbnek tartott azonos nemű versenyzőt, és elfújni az adott játékos előtt egy gyertyát. Ha egy játékosnál az összes gyertyát elfújták, veszélybe kerül. 

#### Fekete szalag ceremónia
Az Éden Hotel harmadik évadában került először megrendezésre. A ceremónián a főszereplő egy láda, belefűzve két fekete szalaggal. A veszélybe került játékosok sorsot húznak: aki a rövidebb szalagot húzza ki a ládából, annak távoznia kell a játékból. 

#### Feketeleves ceremónia
A 4 szoba-játékban a párok feladata volt elsőként, hogy általuk meghatározott sorrendben válasszanak 3 doboz közül. Minden dobozban pillangók, és egy levél volt, melyet nem volt kötelező felbontani. A pillangók száma határozta meg, hogy hány másodperc büntetést kapnak. A játékban a kék szoba, a citrom szoba, a lila szoba és a zöld szoba vesz részt, minden szobában egy-egy feladat található. A játékra minden párosnak 30 perce van. Az első feladat a kék szoba előtt található: ki kell halászni a citrom szoba kulcsát a zárt üvegkalitkából horog segítségével. Ezután a citromszobába érve egy levél visszairányít a kék szobába. A kék szobában anagramma feladat található, 3 kiesett játékos nevét kell kirakni. Ezután következik a lila szobában az ördöglakat kinyitása, végül a zöld szobában egy találós kérdést kell megfejteni. A játékot megnyerő páros választhatja ki a másik két páros tagjai közül az általuk legerősebbnek tartott játékost. 
A Feketeleves ceremónián a megjelölt legerősebb játékos rendelhet vacsorákat a bennmaradt játékosoknak. Az a játékos, aki a legerősebbtől a feketelevest kapja, azonnal távozik a Hotelből. 

### Párválasztás
| – A másik nem választott párt magának                     |
| – A győztes                                               |
| – A versenyző még nem volt beköltözve a hotelbe           |
| – A versenyző védettséggel választotta párjául a játékost |
| – A versenyző kiesett                                     |

| Választó   | 1. (5. nap)        | 2. (10. nap)        | 3. (15. nap)        | 4. (20. nap)        | 5. (25. nap)        | 6. (30. nap)        | 7. (35. nap)        | 8. (40. nap)        | 9. (45. nap)        | 10. (50. nap)       | 11. (55. nap)        | 12. (60. nap)        | 13. (65. nap)        | Státusz              |
| Választó   | Választott         | Választott          | Választott          | Választott          | Választott          | Választott          | Választott          | Választott          | Választott          | Választott          | Választott           | Választott           | Választott           | Státusz              |
| ---------- | ------------------ | ------------------- | ------------------- | ------------------- | ------------------- | ------------------- | ------------------- | ------------------- | ------------------- | ------------------- | -------------------- | -------------------- | -------------------- | -------------------- |
| Loki       | Nóri               |                     |                     | Nóri                |                     |                     | Marianna            |                     | Barbara             | Barbara             |                      | Laura                | Laura                | Győztes              |
| Barbara    |                    |                     |                     |                     |                     |                     |                     | Loki                |                     |                     | Loki                 |                      |                      | Győztes              |
| Peti       | Apolka             |                     |                     | Apolka              |                     |                     | Snjezana            |                     | Adrienn             | Marianna            |                      | Marianna             | Marianna             | Kiesett a 70. napon  |
| Laura      |                    |                     |                     |                     |                     |                     |                     |                     |                     |                     | Gyula                |                      |                      | Kiesett a 70. napon  |
| Marianna   |                    | Bence               | Bence               |                     | Kiesett a 22. napon | Kiesett a 22. napon |                     | Peti                |                     |                     | Gábor                |                      |                      | Kiesett a 67. napon  |
| Bence      | Marianna           |                     |                     | Marianna            |                     |                     | Barbi               |                     | Tina                | Adrienn             |                      | Orsi                 | Barbara              | Kiesett a 66. napon  |
| Gyula      |                    |                     |                     |                     |                     |                     | Nóri                |                     | Marianna            | Laura               |                      | Barbara              | Laura                | Kiesett a 65. napon  |
| Orsi       |                    |                     |                     |                     |                     |                     |                     |                     |                     |                     | Peti                 |                      | Kiesett a 64. napon  | Kiesett a 64. napon  |
| Gábor      |                    |                     |                     |                     |                     |                     |                     |                     | Nóri                | Tina                |                      | Tina                 | Kiesett a 62. napon  | Kiesett a 62. napon  |
| Tina       |                    |                     |                     |                     |                     |                     |                     | Bence               |                     |                     | Bence                |                      | Kiesett a 62. napon  | Kiesett a 62. napon  |
| Geri       |                    |                     |                     |                     |                     |                     |                     |                     |                     |                     |                      | Orsi                 | Kiesett a 60. napon  | Kiesett a 60. napon  |
| Adrienn    |                    | Patrik              | Patrik              |                     | Patrik              | Patrik              |                     | Patrik              |                     |                     | Gábor                | Kiesett az 55. napon | Kiesett az 55. napon | Kiesett az 55. napon |
| II. Patrik |                    |                     |                     |                     |                     |                     |                     |                     |                     | Barbara             | Kiesett az 50. napon | Kiesett az 50. napon | Kiesett az 50. napon | Kiesett az 50. napon |
| Nóri       |                    | Loki                | Loki                |                     | Gergő               | Loki                |                     | Gyula               |                     | Kiesett a 47. napon | Kiesett a 47. napon  | Kiesett a 47. napon  | Kiesett a 47. napon  | Kiesett a 47. napon  |
| Patrik     | Adrienn            |                     |                     | Adrienn             |                     |                     | Adrienn             |                     | Adrienn             | Kiesett a 45. napon | Kiesett a 45. napon  | Kiesett a 45. napon  | Kiesett a 45. napon  | Kiesett a 45. napon  |
| Barbi      |                    |                     |                     |                     | Peti                | Peti                |                     | Peti                | Kiesett a 40. napon | Kiesett a 40. napon | Kiesett a 40. napon  | Kiesett a 40. napon  | Kiesett a 40. napon  | Kiesett a 40. napon  |
| Snjezana   |                    |                     | Milán               |                     | Bence               | Bence               |                     | Kiesett a 38. napon | Kiesett a 38. napon | Kiesett a 38. napon | Kiesett a 38. napon  | Kiesett a 38. napon  | Kiesett a 38. napon  | Kiesett a 38. napon  |
| Ádám       |                    |                     |                     |                     |                     |                     | Nóri                | Kiesett a 35. napon | Kiesett a 35. napon | Kiesett a 35. napon | Kiesett a 35. napon  | Kiesett a 35. napon  | Kiesett a 35. napon  | Kiesett a 35. napon  |
| Beus       |                    |                     |                     |                     | Loki                | Ádám                | Kiesett a 33. napon | Kiesett a 33. napon | Kiesett a 33. napon | Kiesett a 33. napon | Kiesett a 33. napon  | Kiesett a 33. napon  | Kiesett a 33. napon  | Kiesett a 33. napon  |
| Melanie    |                    |                     |                     |                     |                     | Loki                | Kiesett a 30. napon | Kiesett a 30. napon | Kiesett a 30. napon | Kiesett a 30. napon | Kiesett a 30. napon  | Kiesett a 30. napon  | Kiesett a 30. napon  | Kiesett a 30. napon  |
| Gergő      |                    |                     |                     | Snjezana            |                     | Kiesett a 28. napon | Kiesett a 28. napon | Kiesett a 28. napon | Kiesett a 28. napon | Kiesett a 28. napon | Kiesett a 28. napon  | Kiesett a 28. napon  | Kiesett a 28. napon  | Kiesett a 28. napon  |
| Apolka     |                    | Peti                | Peti                |                     | Peti                | Kiesett a 25. napon | Kiesett a 25. napon | Kiesett a 25. napon | Kiesett a 25. napon | Kiesett a 25. napon | Kiesett a 25. napon  | Kiesett a 25. napon  | Kiesett a 25. napon  | Kiesett a 25. napon  |
| Milán      |                    |                     |                     | Snjezana            | Kiesett a 20. napon | Kiesett a 20. napon | Kiesett a 20. napon | Kiesett a 20. napon | Kiesett a 20. napon | Kiesett a 20. napon | Kiesett a 20. napon  | Kiesett a 20. napon  | Kiesett a 20. napon  | Kiesett a 20. napon  |
| Naomi      |                    | Milán               | Milán               | Kiesett a 15. napon | Kiesett a 15. napon | Kiesett a 15. napon | Kiesett a 15. napon | Kiesett a 15. napon | Kiesett a 15. napon | Kiesett a 15. napon | Kiesett a 15. napon  | Kiesett a 15. napon  | Kiesett a 15. napon  | Kiesett a 15. napon  |
| Evelin     |                    | Milán               | Kiesett a 10. napon | Kiesett a 10. napon | Kiesett a 10. napon | Kiesett a 10. napon | Kiesett a 10. napon | Kiesett a 10. napon | Kiesett a 10. napon | Kiesett a 10. napon | Kiesett a 10. napon  | Kiesett a 10. napon  | Kiesett a 10. napon  | Kiesett a 10. napon  |
| Norbi      | Naomi              | Kiesett a 7. napon  | Kiesett a 7. napon  | Kiesett a 7. napon  | Kiesett a 7. napon  | Kiesett a 7. napon  | Kiesett a 7. napon  | Kiesett a 7. napon  | Kiesett a 7. napon  | Kiesett a 7. napon  | Kiesett a 7. napon   | Kiesett a 7. napon   | Kiesett a 7. napon   | Kiesett a 7. napon   |
| Dominik    | Nóri               | Kiesett az 5. napon | Kiesett az 5. napon | Kiesett az 5. napon | Kiesett az 5. napon | Kiesett az 5. napon | Kiesett az 5. napon | Kiesett az 5. napon | Kiesett az 5. napon | Kiesett az 5. napon | Kiesett az 5. napon  | Kiesett az 5. napon  | Kiesett az 5. napon  | Kiesett az 5. napon  |
| Timi       | Kiesett a 4. napon | Kiesett a 4. napon  | Kiesett a 4. napon  | Kiesett a 4. napon  | Kiesett a 4. napon  | Kiesett a 4. napon  | Kiesett a 4. napon  | Kiesett a 4. napon  | Kiesett a 4. napon  | Kiesett a 4. napon  | Kiesett a 4. napon   | Kiesett a 4. napon   | Kiesett a 4. napon   | Kiesett a 4. napon   |

### Élet a Hotelben
A dőlt betűvel jelölt szereplők nem játékosként vesznek részt. 
| Napok   | Párok          | Párok         | Párok               | Párok          | Párok          | Szingli szoba | Szingli szoba | Szingli szoba | Védett   | Esemény                 | Kieső      |
| Napok   | Lila szoba     | Narancs szoba | Sárga szoba         | Kék szoba      | Zöld szoba     | Hódító        | Csábító       | Pár nélkül    | Védett   | Esemény                 | Kieső      |
| ------- | -------------- | ------------- | ------------------- | -------------- | -------------- | ------------- | ------------- | ------------- | -------- | ----------------------- | ---------- |
| 1. nap  | Adrienn Patrik | Nóri Dominik  | Apolka Bence        | Naomi Norbi    | Timi Peti      | -             | Marianna      | -             | -        | -                       | -          |
| 2. nap  | Adrienn Patrik | Nóri Dominik  | Marianna Bence      | Naomi Norbi    | Timi Peti      | -             | -             | Apolka        | -        | Bőrönd ceremónia        | -          |
| 3. nap  | Adrienn Patrik | Nóri Dominik  | Marianna Bence      | Naomi Norbi    | Timi Peti      | -             | -             | Apolka        | -        | Fekete rózsa ceremónia  | -          |
| 4. nap  | Adrienn Patrik | Nóri Dominik  | Marianna Bence      | Naomi Norbi    | Apolka Peti    | Loki          | -             | -             | -        | Fekete rózsa ceremónia  | Timi       |
| 5. nap  | Adrienn Patrik | Nóri Loki     | Marianna Bence      | Naomi Norbi    | Apolka Peti    | -             | -             | -             | -        | Párválasztó ceremónia   | Dominik    |
| 6. nap  | Adrienn Patrik | Nóri Loki     | Marianna Bence      | Naomi Norbi    | Apolka Peti    | Milán         | -             | -             | -        | -                       | -          |
| 7. nap  | Adrienn Patrik | Nóri Loki     | Marianna Bence      | -              | Apolka Peti    | Milán         | -             | Naomi         | -        | Feláldozás              | Norbi      |
| 8. nap  | Adrienn Patrik | Nóri Loki     | Marianna Bence      | -              | Apolka Peti    | Milán         | Evelin        | Naomi         | -        | -                       | -          |
| 9. nap  | Adrienn Patrik | Nóri Loki     | Marianna Bence      | -              | Apolka Peti    | Milán         | Evelin        | Naomi         | -        | -                       | -          |
| 10. nap | Adrienn Patrik | Nóri Loki     | Marianna Bence      | Naomi Milán    | Apolka Peti    | -             | -             | -             | -        | Párválasztó ceremónia   | Evelin     |
| 11. nap | Adrienn Peti   | Nóri Patrik   | Marianna Loki       | Naomi Bence    | Apolka Milán   | -             | -             | -             | -        | Párcsere                | -          |
| 12. nap | Adrienn Peti   | Nóri Patrik   | Marianna Loki       | Naomi Bence    | Apolka Milán   | -             | Snjezana      | -             | -        | -                       | -          |
| 13. nap | Adrienn Peti   | Nóri Patrik   | Marianna Loki       | Naomi Bence    | Apolka Milán   | -             | Snjezana      | -             | Snjezana | Védettség               | -          |
| 14. nap | Adrienn Peti   | Nóri Patrik   | Marianna Loki       | Naomi Bence    | Apolka Milán   | -             | Snjezana      | -             | Snjezana | -                       | -          |
| 15. nap | Adrienn Patrik | Nóri Loki     | Marianna Bence      | Snjezana Milán | Apolka Peti    | -             | -             | -             | Snjezana | Párválasztó ceremónia   | Naomi      |
| 16. nap | Adrienn Patrik | Nóri Loki     | Marianna Bence      | Snjezana Milán | Apolka Peti    | Gergő         | -             | -             | -        | -                       | -          |
| 17. nap | Adrienn Patrik | Nóri Loki     | Marianna Bence      | Snjezana Milán | Apolka Peti    | Gergő         | -             | -             | -        | -                       | -          |
| 18. nap | Adrienn Patrik | Nóri Loki     | Marianna Bence      | Snjezana Milán | Apolka Peti    | Gergő         | -             | -             | -        | -                       | -          |
| 19. nap | Adrienn Patrik | Nóri Loki     | Marianna Bence      | Snjezana Milán | Apolka Peti    | Gergő         | -             | -             | -        | -                       | -          |
| 20. nap | Adrienn Patrik | Nóri Loki     | Marianna Bence      | Snjezana Gergő | Apolka Peti    | -             | -             | -             | Gergő    | Párválasztó ceremónia   | Milán      |
| 21. nap | Adrienn Patrik | Nóri Loki     | Marianna Bence      | Snjezana Gergő | Apolka Peti    | -             | Beus Barbi    | -             | -        | -                       | -          |
| 22. nap | Adrienn Patrik | Nóri Loki     | -                   | Snjezana Gergő | Apolka Peti    | -             | Beus Barbi    | Bence         | -        | Fekete angyal ceremónia | Marianna   |
| 23. nap | Adrienn Patrik | Nóri Loki     | Barbi Bence         | Snjezana Gergő | Apolka Peti    | -             | Beus          | -             | -        | -                       | -          |
| 24. nap | Adrienn Patrik | Nóri Loki     | Barbi Bence         | Snjezana Gergő | Apolka Peti    | -             | Beus          | -             | -        | -                       | -          |
| 25. nap | Adrienn Patrik | Beus Loki     | Snjezana Bence      | Nóri Gergő     | Barbi Peti     | -             | -             | -             | -        | Párválasztó ceremónia   | Apolka     |
| 26. nap | Adrienn Patrik | Beus Loki     | Snjezana Bence      | Nóri Gergő     | Barbi Peti     | Ádám          | -             | -             | -        | -                       | -          |
| 27. nap | Melanie Patrik | Beus Loki     | Snjezana Bence      | Nóri Gergő     | Barbi Peti     | -             | -             | Adrienn Ádám  | -        | -                       | -          |
| 28. nap | Melanie Patrik | Beus Loki     | Snjezana Bence      | Adrienn Ádám   | Barbi Peti     | -             | -             | Nóri          | -        | Váza ceremónia          | Gergő      |
| 29. nap | Melanie Patrik | Beus Loki     | Snjezana Bence      | Adrienn Ádám   | Barbi Peti     | -             | -             | Nóri          | -        | -                       | -          |
| 30. nap | Adrienn Patrik | Nóri Loki     | Snjezana Bence      | Beus Ádám      | Barbi Peti     | -             | -             | -             | -        | Párválasztó ceremónia   | Melanie    |
| 31. nap | Adrienn Patrik | Nóri Loki     | Snjezana Bence      | Beus Ádám      | Barbi Peti     | Gyula         | -             | -             | -        | -                       | -          |
| 32. nap | Adrienn Patrik | Nóri Loki     | Snjezana Bence      | Beus Ádám      | Barbi Peti     | Gyula         | -             | Marianna      | -        | Vigaszág                | -          |
| 33. nap | Adrienn Patrik | Nóri Loki     | Snjezana Bence      | -              | Barbi Peti     | Gyula         | -             | Marianna Ádám | -        | Kizárás                 | Beus       |
| 34. nap | Adrienn Patrik | Nóri Loki     | Snjezana Bence      | -              | Barbi Peti     | Gyula         | -             | Marianna Ádám | -        | -                       | -          |
| 35. nap | Adrienn Patrik | Nóri Gyula    | Snjezana Peti       | Marianna Loki  | Barbi Bence    | -             | -             | -             | -        | Párválasztó ceremónia   | Ádám       |
| 36. nap | Adrienn Patrik | Nóri Gyula    | Snjezana Peti       | Marianna Loki  | Barbi Bence    | -             | Barbara Tina  | -             | -        | -                       | -          |
| 37. nap | Adrienn Patrik | Nóri Gyula    | Snjezana Peti       | Marianna Loki  | Barbi Bence    | -             | Barbara Tina  | -             | -        | -                       | -          |
| 38. nap | Adrienn Patrik | Nóri Gyula    | Barbara Peti        | Marianna Loki  | Barbi Bence    | -             | Tina          | -             | -        | Párbaj                  | Snjezana   |
| 39. nap | Adrienn Patrik | Nóri Gyula    | Barbara Peti        | Marianna Loki  | Barbi Bence    | -             | Tina          | -             | -        | -                       | -          |
| 40. nap | Adrienn Patrik | Nóri Gyula    | Marianna Peti       | Barbara Loki   | Tina Bence     | -             | -             | -             | -        | Párválasztó ceremónia   | Barbi      |
| 41. nap | Adrienn Patrik | Nóri Gyula    | Marianna Peti       | Barbara Loki   | Tina Bence     | Gábor         | -             | -             | Gábor    | Védettség               | -          |
| 42. nap | Adrienn Patrik | Nóri Gyula    | Marianna Peti       | Barbara Loki   | Tina Bence     | Gábor         | -             | -             | Gábor    | -                       | -          |
| 43. nap | Adrienn Patrik | Nóri Gyula    | Marianna Peti       | Barbara Loki   | Tina Bence     | Gábor         | -             | -             | Peti     | Védettség               | -          |
| 44. nap | Adrienn Patrik | Nóri Gyula    | Marianna Peti       | Barbara Loki   | Tina Bence     | Gábor         | -             | -             | Peti     | -                       | -          |
| 45. nap | Adrienn Peti   | Nóri Gábor    | Marianna Gyula      | Barbara Loki   | Tina Bence     | -             | -             | -             | Peti     | Párválasztó ceremónia   | Patrik     |
| 46. nap | Adrienn Peti   | Nóri Gábor    | Marianna Gyula      | Barbara Loki   | Tina Bence     | -             | Laura         | -             | -        | -                       | -          |
| 47. nap | Adrienn Peti   | -             | Marianna Gyula      | Barbara Loki   | Tina Bence     | II. Patrik    | Laura         | Gábor         | -        | Pillangó ceremónia      | Nóri       |
| 48. nap | Adrienn Peti   | -             | Marianna II. Patrik | Barbara Loki   | Tina Bence     | -             | Laura         | Gábor Gyula   | -        | -                       | -          |
| 49. nap | Adrienn Peti   | -             | Marianna II. Patrik | Barbara Loki   | Tina Bence     | -             | Laura         | Gábor Gyula   | -        | -                       | -          |
| 50. nap | Adrienn Bence  | Laura Gyula   | Marianna Peti       | Barbara Loki   | Tina Gábor     | -             | -             | -             | -        | Párválasztó ceremónia   | II. Patrik |
| 51. nap | Adrienn Bence  | Laura Gyula   | Marianna Peti       | Barbara Loki   | Tina Gábor     | -             | Orsi          | -             | -        | -                       | -          |
| 52. nap | Adrienn Bence  | Laura Gyula   | Marianna Peti       | Barbara Loki   | Tina Gábor     | -             | Orsi          | -             | -        | -                       | -          |
| 53. nap | Adrienn Bence  | Laura Gyula   | Marianna Peti       | Barbara Loki   | Tina Gábor     | -             | Orsi          | -             | Marianna | Védettség               | -          |
| 54. nap | Adrienn Bence  | Laura Gyula   | Marianna Peti       | Barbara Loki   | Tina Gábor     | -             | Orsi          | -             | Marianna | -                       | -          |
| 55. nap | Tina Bence     | Laura Gyula   | Orsi Peti           | Barbara Loki   | Marianna Gábor | -             | -             | -             | Marianna | Párválasztó ceremónia   | Adrienn    |
| 56. nap | Tina Bence     | Laura Gyula   | Orsi Peti           | Barbara Loki   | Marianna Gábor | Geri          | -             | -             | -        | Szabály                 | -          |
| 57. nap | Tina Bence     | Laura Gyula   | Orsi Peti           | Barbara Loki   | Marianna Gábor | Geri          | -             | -             | -        | -                       | -          |
| 58. nap | Tina Bence     | Laura Gyula   | Orsi Peti           | Barbara Loki   | Marianna Gábor | Geri          | -             | -             | -        | Szabály                 | -          |
| 59. nap | Tina Bence     | Laura Gyula   | Orsi Peti           | Barbara Loki   | Marianna Gábor | Geri          | -             | -             | -        | -                       | -          |
| 60. nap | Tina Gábor     | Laura Loki    | Orsi Bence          | Barbara Gyula  | Marianna Peti  | -             | -             | -             | -        | Párválasztó ceremónia   | Geri       |
| 61. nap | Tina Gábor     | Laura Loki    | Orsi Bence          | Barbara Gyula  | Marianna Peti  | -             | -             | -             | -        | Kalózjáték              | -          |
| 62. nap | -              | Laura Loki    | Orsi Bence          | Barbara Gyula  | Marianna Peti  | -             | -             | -             | -        | Kalózjáték              | Tina Gábor |
| 63. nap | -              | Laura Loki    | Orsi Bence          | Barbara Gyula  | Marianna Peti  | -             | -             | -             | -        | Gyertya ceremónia       | -          |
| 64. nap | -              | Laura Loki    | -                   | Barbara Gyula  | Marianna Peti  | -             | -             | Bence         | -        | Fekete szalag ceremónia | Orsi       |
| 65. nap | -              | -             | Laura Loki          | Barbara Bence  | Marianna Peti  | -             | -             | -             | -        | Párválasztó ceremónia   | Gyula      |
| 66. nap | -              | -             | Laura Loki          | Barbara        | Marianna Peti  | -             | -             | -             | -        | Feketeleves ceremónia   | Bence      |
| 67. nap | -              | -             | Laura Loki          | Barbara Peti   | -              | -             | -             | -             | -        | Szavazás                | Marianna   |
| 68. nap | Nóri Gyula     | -             | Laura Loki          | Barbara Peti   | Snjezana Bence | -             | -             | -             | -        | Visszatérés             | -          |
| 69. nap | Nóri Gyula     | -             | Laura Peti          | Barbara Loki   | Snjezana Bence | -             | -             | -             | -        | Párcsere                | -          |
| 70. nap | -              | -             | -                   | Barbara Loki   | -              | -             | -             | -             | -        | Döntő                   | Laura Peti |

### Események
2. nap

A bőrönd ceremónián Marianna Bencét választotta párjának, így Apolka pár nélkül maradt, a szingliszobába költözött. 
3. nap

A Fekete rózsa ceremónián Marianna Apolkát jelölte meg, mint a hozzá legtávolabb álló lányt, így Apolka kapta a fekete rózsákat. 
4. nap

Apolka Petit választotta új párjának, így Timinek adta a fekete rózsát. Timi számára a játék véget ért. 
5. nap

| Párválasztás | Választó   | Patrik  | Bence    | Peti   | Dominik | Loki | Norbi |
| Párválasztás | Választott | Adrienn | Marianna | Apolka | Nóri    | Nóri | Naomi |

Nóri Lokit választotta, így Dominik távozott a játékból. 
6. nap

Apolka balesetet szenvedett.
Beköltözött az új lakó, Milán.
7. nap

Milán a külső programra Norbit és Bencét vitte magával. A programon Norbinak és Bencének el kellett dönteniük, melyikük hagyja el az Éden Hotelt. Norbi áldozta fel magát. 
10. nap

| Párválasztás | Választó   | Evelin | Naomi | Marianna | Nóri | Adrienn | Apolka |
| Párválasztás | Választott | Milán  | Milán | Bence    | Loki | Patrik  | Peti   |

Milán Naomival szeretné folytatni a játékot, így Evelin búcsúzott a hotelből. 
11. nap

A Hotelben párcserékre került sor: Adrienn Petivel, Nóri Patrikkal, Marianna Lokival, Naomi Bencével, Apolka Milánnal folytatja a játékot. 
13. nap

Snjezana titkos küldetésként kapta a feladatot, hogy 24 órán belül csókoljon meg egy fiút. Ezt Milánnal teljesítette, így védettséget szerzett. 
15. nap

| Párválasztás | Választó   | Adrienn | Apolka | Naomi | Snjezana | Marianna | Nóri |
| Párválasztás | Választott | Patrik  | Peti   | Milán | Milán    | Bence    | Loki |

Snjezana védettsége miatt Naomi esett ki a játékból. 
20. nap

| Párválasztás | Választó   | Milán    | Gergő    | Loki | Bence    | Peti   | Patrik  |
| Párválasztás | Választott | Snjezana | Snjezana | Nóri | Marianna | Apolka | Adrienn |

Gergő a beköltözése napján kapott két borítékot: egy pirosat és egy zöldet. A párválasztó ceremónián kellett eldöntenie, hogy melyiket nyissa ki. Gergő a piros borítékot választotta, melyben a "VÉDETTSÉG" szó szerepelt, tehát Gergő védett. Mivel Snjezana mögé állt, Milánnak kellett elhagynia az Éden Hotelt. 
22. nap

A fekete angyal szerepében Beus Mariannát küldte haza az Éden Hotelből. A ceremónia után Marianna retúrjegyet kapott a műsorvezetőtől a Hotelbe, így később visszatérhet. 
25. nap

| Párválasztás | Választó   | Apolka | Barbi | Adrienn | Snjezana | Beus | Nóri  |
| Párválasztás | Választott | Peti   | Peti  | Patrik  | Bence    | Loki | Gergő |

Peti Barbit választotta, így Apolka távozott a Hotelből. 
28. nap

Az első körben Adrienn és Ádám 2 db, Beus és Loki 2 db, Snjezana és Bence 3 db, Nóri és Gergő 5 db kék golyót kapott. A második körben így Gergő és Nóri között dőlt el a kiesés: Nóri 4 db, Gergő 6 db piros golyót kapott, így Gergő esett ki a játékból. 
30. nap

| Párválasztás | Választó   | Adrienn | Barbi | Snjezana | Melanie | Nóri | Beus |
| Párválasztás | Választott | Patrik  | Peti  | Bence    | Loki    | Loki | Ádám |

Loki a két lány közül Melanie-t ejtette ki a játékból. 
32. nap
A Hotelbe visszatérhetett játékosként, egy már régebbi kieső, Marianna. 
33. nap

Beus az előző este történtek miatt, miszerint megpofozta Ádámot, kizárásra került. 
35. nap

| Párválasztás | Választó   | Patrik  | Loki     | Ádám | Gyula | Bence | Peti     |
| Párválasztás | Választott | Adrienn | Marianna | Nóri | Nóri  | Barbi | Snjezana |

Nóri Gyulát választotta, így Ádám távozott a Hotelből. 
38. nap

A lakók a héten érkező lányok közül Barbarának adták az arany szalagot. Barbara Snjezanának szobájának ajtajára rakta a szalagot. A kiválasztott lány Mariannát hívta ki párbajra. A párbajon Patrik, Bence és Tina álltak Snjezana mellé, a többiek Mariannát támogatták. Így Snjezana távozott a játékból. 
40. nap

| Párválasztás | Választó   | Adrienn | Nóri  | Tina  | Barbi | Marianna | Barbara |
| Párválasztás | Választott | Patrik  | Gyula | Bence | Peti  | Peti     | Loki    |

Peti Mariannát választotta párjának, így Barbi lett a kieső. 
41. nap

Az új hódító, Gábor VÉDETTSÉG kártyát kapott a műsorvezetőtől az érkezésekor. 
43. nap

Gábor feladata lett volna, hogy 24 óra alatt kiválassza azt a fiút, akinek odaajándékozza a védettséget. Ám mivel Petinek és Mariannának elárulta a küldetését, a kártyát megsemmisítette a műsorvezető. Ehelyett minden játékosnak meg kellett jelölnie azt a fiút, akinek a védettséget adná. Petinek 5 ember, Bencének 2 ember, Patriknak 2 ember, Gyulának 1 ember adná a védettséget, így Peti lett a védett játékos a héten. 
45. nap

| Párválasztás | Választó   | Bence | Patrik  | Peti    | Loki    | Gábor | Gyula    |
| Párválasztás | Választott | Tina  | Adrienn | Adrienn | Barbara | Nóri  | Marianna |

Peti védettsége miatt Patrik esett ki a játékból, aki a kiesése után a FIÚK papirusztekercset húzta. 
47. nap

Patrik döntése nyomán a fiúknak kellett eldönteni a pillangó ceremónián, hogy melyik lány távozzon. Mivel az összes fiú Nórinak adta a pillangóját, ezért ő távozott a Hotelből. 
50. nap

| Párválasztás | Választó   | Loki    | II. Patrik | Peti     | Gyula | Bence   | Gábor |
| Párválasztás | Választott | Barbara | Barbara    | Marianna | Laura | Adrienn | Tina  |

Barbara továbbra is Lokit szeretné a párjának, így II. Patrik költözött ki a Hotelből. 
53. nap

A héten érkezett csábító, Orsi küldetéssel érkezett: két dobozt, melyből az egyikben "nem alkothatnak párt a párválasztó ceremónián", a másikban "védettség" szerepelt, ki kellett osztania a kiválasztott két párnak, akiket a Hotel lakói határozták meg. Orsi a védettséget Mariannának ajándékozta, Gábor és Tina pedig nem alkothatnak párt a következő héten. 
55. nap

| Párválasztás | Választó   | Laura | Barbara | Tina  | Adrienn | Marianna | Orsi |
| Párválasztás | Választott | Gyula | Loki    | Bence | Gábor   | Gábor    | Peti |

Adrienn mellett a védett Marianna is Gábor mögé állt, így Adrienn számára ért véget a játék. 
56. nap

A következő párválasztó ceremónián a fiúk nem állhatnak jelenlegi párjuk mögé, illetve a fiúknak meg kellett jelölniük még egy fiút, aki nem állhat jelenlegi párjuk mögé. 
| Lány     | Nem állhatnak mögé | Nem állhatnak mögé |
| -------- | ------------------ | ------------------ |
| Tina     | Bence              | Peti               |
| Laura    | Gyula              | Peti               |
| Barbara  | Loki               | Gábor              |
| Marianna | Gábor              | Loki               |
| Orsi     | Peti               | Gábor              |

58. nap

A hódító Geri választhatott, hogy kit visz el randira. Ő Tinát választotta, ezért Tina párja, Bence bárki mögé állhat a ceremónián, cserébe Geri nem állhat Tina mögé. 
| Lány     | Nem állhatnak mögé | Nem állhatnak mögé |
| -------- | ------------------ | ------------------ |
| Tina     | Geri               | Peti               |
| Laura    | Gyula              | Peti               |
| Barbara  | Loki               | Gábor              |
| Marianna | Gábor              | Loki               |
| Orsi     | Peti               | Gábor              |

60. nap

| Párválasztás | Választó   | Peti     | Gyula   | Gábor | Bence | Geri | Loki  |
| Párválasztás | Választott | Marianna | Barbara | Tina  | Orsi  | Orsi | Laura |

Orsi Bencével szeretné folytatni a játékot, ezért Gerinek kellett távoznia a Hotelből. 
61. nap

Az előző kiesett, Geri 3 órára állította be a Kalózjáték óráját. A játékosok Gyulát és Barbarát választották csapatkapitánynak. Barbara Lokit, Orsit, Petit és Laurát, míg Gyula Mariannát, Tinát, Bencét és Gábort választotta játékostársaknak a csapatjukba. A Barbara által vezette csapat a nappalit és a lila szobát, a Gyula vezette csapat a sárga és a narancs szobát kapta bázisnak. Az idő lejártával Gábornál robbant fel a bomba, így Gábor és Tina került veszélybe. Mivel mindkettőjük Gyula alá tartozik, neki kell döntenie másnap. 
62. nap

Gyula nem másította meg a bomba döntését, így Tina és Gábor esett ki elsőként a végjátékból. 
63. nap

Mivel minden lány Orsinak és minden fiú Bencének fújta el a gyertyáját, ezért veszélybe kerültek. 
64. nap

Orsi és Bence közül Orsi húzta a rövidebb míg Bence húzta a hosszabb szalagot, így távoznia kellett a Hotelből. 
65. nap

| Párválasztás | Választó   | Peti     | Gyula | Loki  | Bence   |
| Párválasztás | Választott | Marianna | Laura | Laura | Barbara |

Laura Lokival szeretné a játékot befejezni, ezért Gyula esett ki a játékból. 
66. nap

A 4 szoba-játékban Laura és Loki a 2. , Barbara és Bence a 3. ládát választotta, Mariannának és Petinek az 1. láda jutott. Laura és Loki ládája 4 pillangót tartalmazott, így ők 40 másodperc büntetéssel, Barbara és Bence ládájában 2 pillangó várakozott, így ők 20 másodperc büntetést fognak kapni, Marianna és Peti ládájában pedig 3 pillangó, 30 másodperc büntetést kaptak. A játékot lejátszva Laura és Loki 2 feladatot teljesített, és a plusz boríték kinyitása miatt (a borítékban: +30 másodperc) 70 másodperc büntetést kaptak. Barbara és Bence, illetve Marianna és Peti egyaránt 3-3 feladatot teljesítettek (ebből Barbara és Bence valójában csak 2-t teljesített, a borítékot kibontva (borítékban: egy feladatot nem kell elvégezni) lett 3 teljesített), de mivel Barbara és Bence gyorsabbak voltak összességében, ezért ők nyerték a játékot, a legerősebb játékosnak Lokit választották. 
Loki a Feketeleves ceremónián a feketelevest Bencének ajándékozta, így ő esett ki a játékból. 
67. nap

A játékban maradt 3 lány külső programra ment. Egy masszázsszalon előtt a műsorvezető közölte velük, hogy a nap végére ki fog esni valamelyikőjük. A masszázs után a lányoknak lezárt borítékban le kellett adniuk annak a lánynak a fényképét, akire szavaznak. A nap végén a műsorvezető a párok jelenlétében kibontotta a borítékokat: Marianna Barbarát, Barbara és Laura Mariannát szavazná ki a játékból. Ennek alapján Mariannának kellett távoznia a Hotelből. 
68. nap

Beköltözött a Hotelbe a bennmaradt játékosok egy-egy expárja: Nóri, Gyula, Bence és Snjezana. 
69. nap

A beköltözött régi játékosok dönthettek, hogy legyen-e párcsere. Mivel Nóri, Bence és Gyula is párcserét szeretett volna, ezért ez megtörtént, Barbara Lokival, Laura pedig Petivel indul a döntőben a főnyereményért. 
A döntő

#### 70. nap
A harmadik széria döntőjére a 70. napon került sor, ahová csak 2 pár, Barbara és Loki, valamint Laura és Peti jutott el. 
A végső döntés a korábban kiesett lakókra hárult, nekik kellett eldönteniük, hogy melyik pár kapja a 20 millió forintot. Egyesével beálltak a számukra szimpatikus pár mögé. 
| Barbara és Loki | Barbara és Loki | Laura és Peti | Laura és Peti |
| --------------- | --------------- | ------------- | ------------- |
| Nóri            | Orsi            | -             | Snjezana      |
| Bence           | -               | -             | Gyula         |
| Patrik          | -               | -             | Marianna      |

Mivel Snjezana és Gyula Laura-Peti párt támogatták és Bence és Nóri Barbara-Loki párt, ezért jött még három kiesett lakó: Marianna, Patrik és Orsi. 
Barbara és Loki mögött 4 támogató állt, Laura és Peti mögött pedig 3 támogató, így a Barbara-Loki páros nyerte a döntőt. 
A hűségpróba
A hűségpróba Barbara és Loki között dőlt el. Egymásnak hátat fordítva, kezükben egy aranygömbbel, egyet mindig előre lépve, 2 millió forinttal növelték azt az összeget amelyet bármelyikük megnyerhet. Minden lépésnél fél percük volt a döntésre, ha bármelyikük eldobja a gömböt, garantált nyereménnyel távozik, a maradék összeget pedig a gömböt leejtő játékos által kijelölt játékos kapja. 
Barbara és Loki is végig a kezében tartotta a gömböt, így együtt nyerték meg a 20 millió forintot, fejenként pedig ennek az összegnek a felével távozhattak.

## Külső hivatkozások
- A reality hivatalos oldala[halott link]